# Albiac (Alto Garona)
Albiac es una localidad y comuna francesa situada en el departamento de Alto Garona y la región de Mediodía-Pirineos, en la  región natural del Lauragais.

## Demografía
| 94 | 116 | 117 | 120 | 137 | 159 |
| Para los censos de 1962 a 1999 la población legal corresponde a la población sin duplicidades (Fuente: INSEE [Consultar]) |     |     |     |     |     |